# Матіков Олександр Пантелійович
Олександр Пантелійович Матіков (* 15 листопада 1907, Лозни — † 8 березня 1982, Київ) — радянський військовий льотчик, Герой Радянського Союзу (1944), у роки німецько-радянської війни командир 673-го штурмового авіаційного полку 266-ї штурмової авіаційної дивізії 1-го штурмового авіаційного корпусу 5-ї повітряної армії 2-го Українського фронту.

## Біографія
Народився 15 листопада 1907 року в селі Лозни (нині Летичівський район Хмельницької області) в сім'ї робітника. Українець. Член КПРС з 1931 року. Закінчив сім класів середньої школи. Працював на цукрових заводах України, потім в Ленінграді на фабриці «Красний швейник».
У 1932 році призваний до лав Червоної Армії. У 1935 році закінчив Харківську військово-авіаційну школу пілотів. Учасник радянсько-фінської війни 1939—1940 років.

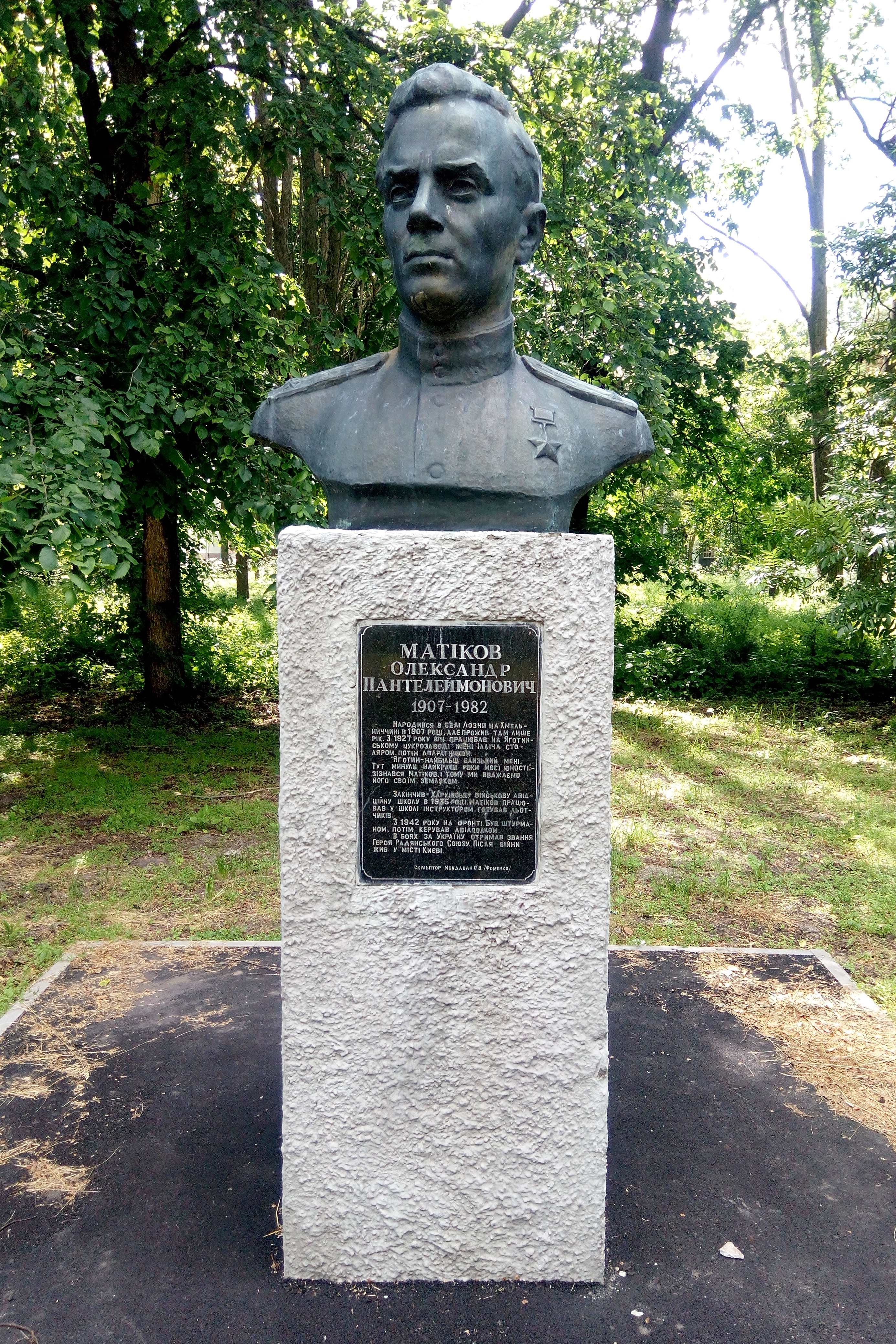
Погруддя Олександру Матікову на Алеї Героїв-земляків у Яготині

У боях радянсько-німецької війни з лютого 1943 року. Воював на 2-му Українському фронті. Неодноразово вилітав на штурмівку скупчень ворожих військ. До грудня 1943 року підполковник О. П. Матіков зробив 32 бойових вильотів, нанісши противникові велику втрату в живій силі й техніці.
Указом Президії Верховної Ради СРСР від 1 липня 1944 року за зразкове виконання бойових завдань командування по знищенню живої сили і техніки противника і проявлені при цьому мужність і героїзм підполковникові Олександру Пантелійовичу Матікову присвоєне звання Героя Радянського Союзу з врученням ордена Леніна і медалі «Золота Зірка» (№ 1977).

Надгробок Олександра Матікова

Після закінчення війни продовжував службу у Військово-повітряних силах СРСР. З 1955 року в запасі. Жив у Києві. Помер 8 березня 1982 року. Похований на Лук'янівському військовому кладовищі.

## Нагороди
Нагороджений орденом Леніна, трьома орденами Червоного Прапора, орденом Богдана Хмельницького 2-го ступеня, двома орденами Червоної Зірки, медалями.